# Pharaphodius dubitosus
Pharaphodius dubitosus är en skalbaggsart som beskrevs av S. Endrödi 1964. Pharaphodius dubitosus ingår i släktet Pharaphodius och familjen Aphodiidae. Utöver nominatformen finns också underarten P. d. hautkatangae.